# Huvudsta (metrostation)

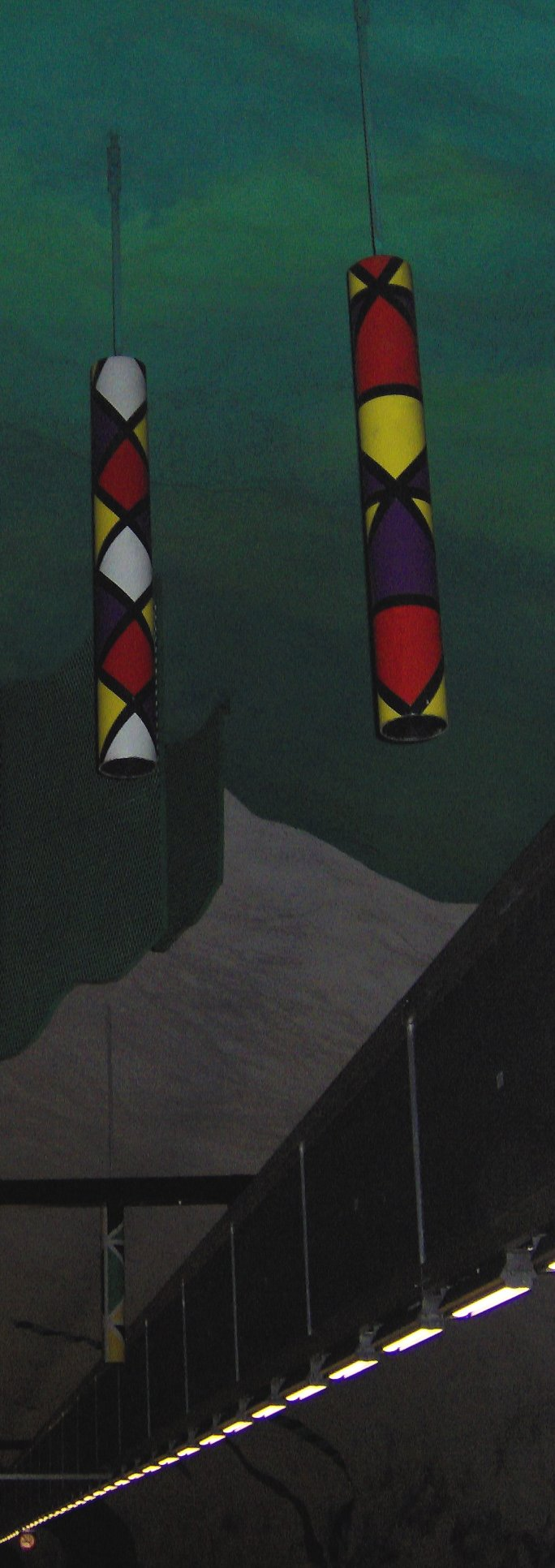
Hangende moestuin van Per Holmberg uit 1985.

Huvudsta is een station van de Stockholmse metro, gelegen in de wijk Huvudsta van de gemeente Solna. De afstand tot het metrostation Kungsträdgården (het oostelijke eindpunt van de blauwe lijn) is 5,2 kilometer.

## Ligging en inrichting
Het station ligt aan de blauwe lijn en is geopend op 19 augustus 1985 tegelijk met het metrotraject Västra skogen-Rinkeby. De bovengrondse ingang, die ontworpen is door architect Yorgo Turac, ligt onder de woonblokken aan de zuidkant van winkelcentrum Huvudsta centrum dat ook inpandig met het station verbonden is. Het eilandperron op 25 meter diepte is door middel van roltrappen en een schuine lift met de stationshal achter de OV-poortjes verbonden. Net als bij de andere ondergrondse stations van de blauwe route is ook hier sprake van een grotstation. De decoratie van het ondergrondse deel is van de hand van Per Holmberg die een hangende moestuin in de grot aanbracht.

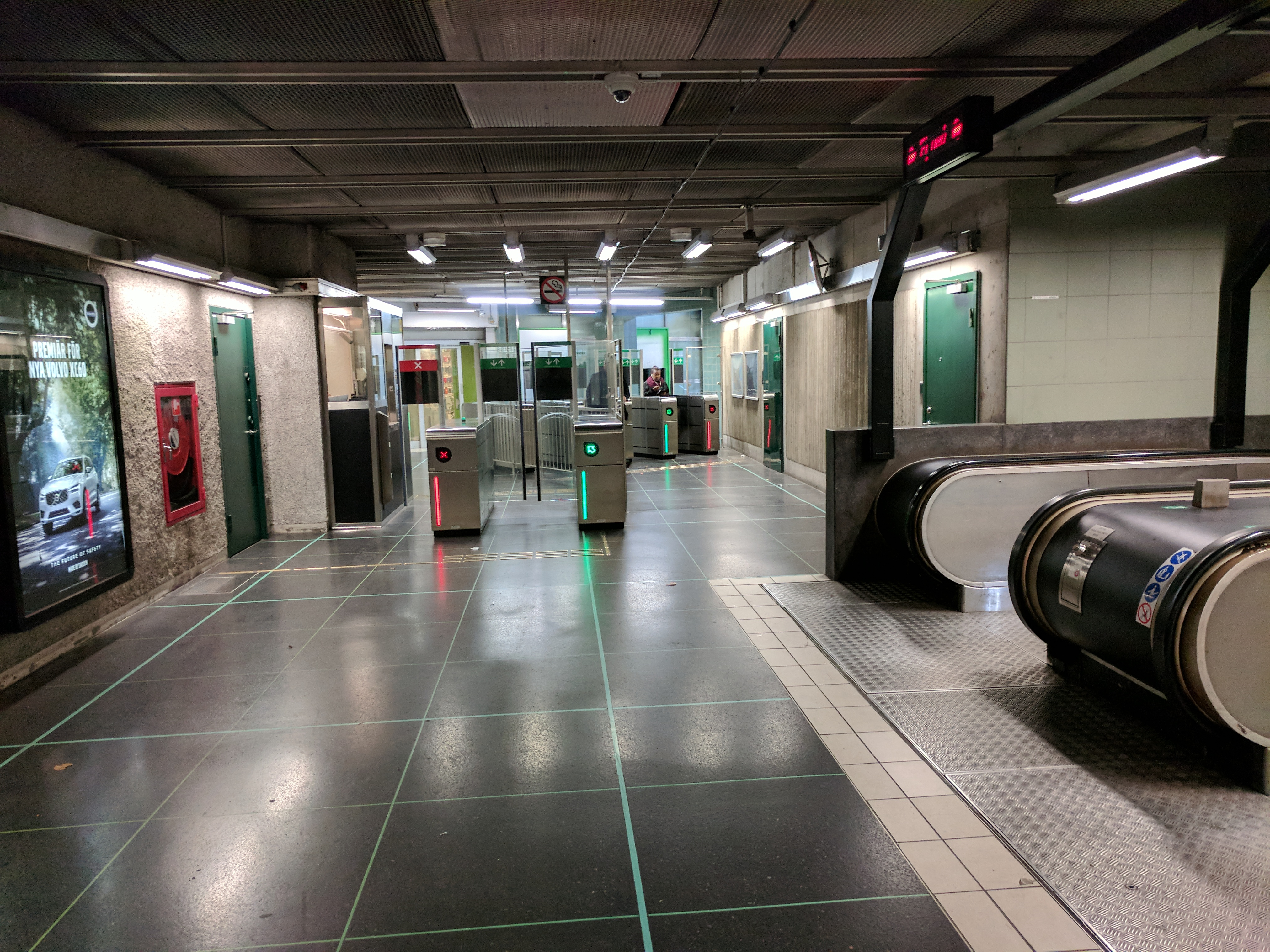
De stationshal
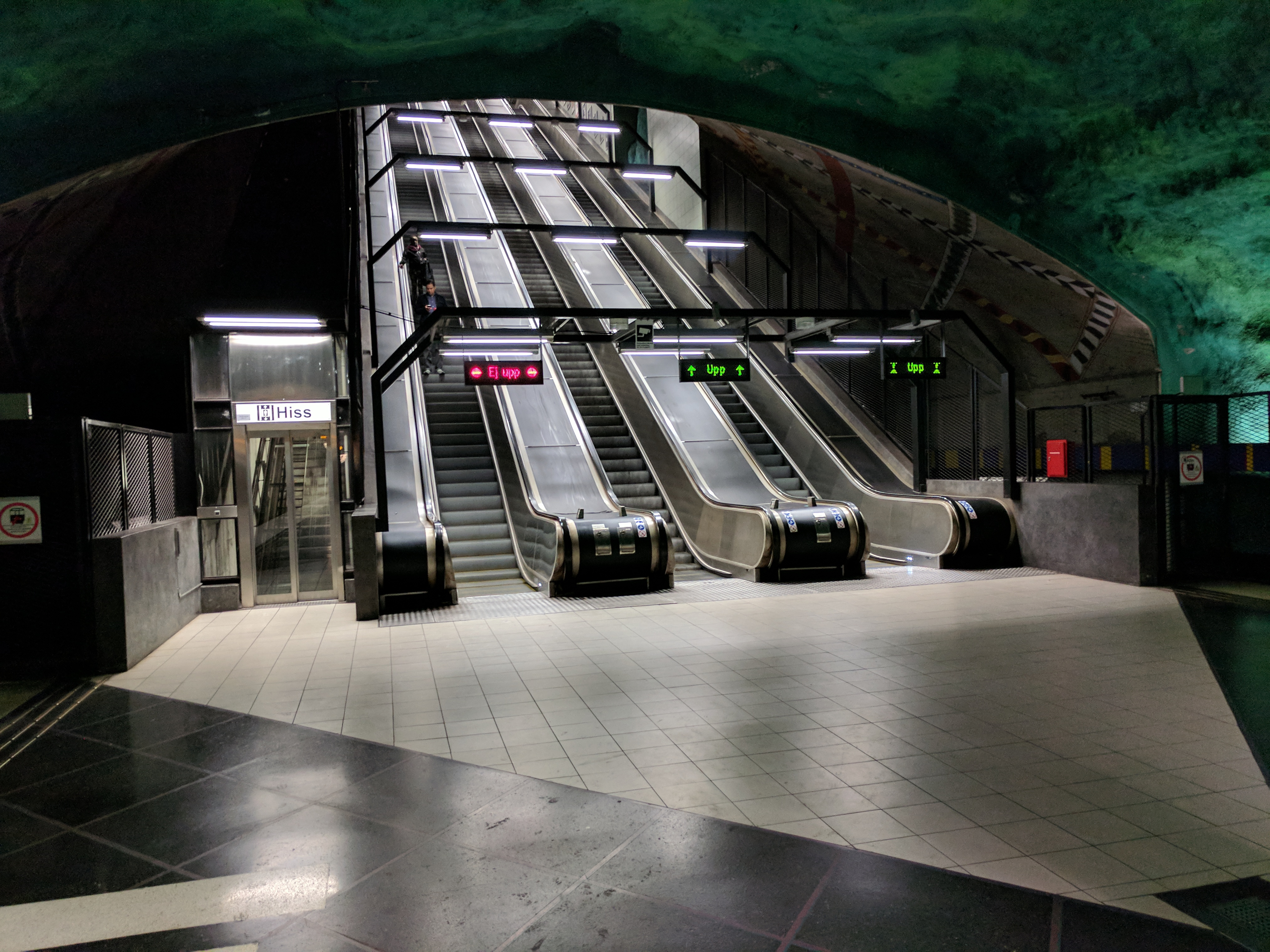
De lift en roltrappen op de westkop van het perron

Hjulsta ·
Tensta ·
Rinkeby · 
Rissne · 
Duvbo ·
Sundbybergs centrum · 
Solna strand · 
Huvudsta · 
Västra skogen ·
Stadshagen ·
Fridhemsplan ·
Rådhuset ·  
T-Centralen ·
Kungsträdgården · 
(Sofia) ·
(Hammarby kanal) ·  
(Sickla) ·
(Järla) ·
(Nacka centrum)